# Château de la Chevallerie
Le château de la Chevallerie est un château situé sur la commune de Sainte-Gemme-la-Plaine, dans le canton de Luçon en Vendée.

## Historique
Le château actuel est construit au XVIIIe siècle.
Le domaine comporte des inscriptions qui font référence aux Templiers. Le premier propriétaire connu était Abraham-François Chevallereau.